# Каменногорська сільська рада
Каменного́рська сільська рада (рос. Каменногорский сельский совет) — сільське поселення у складі Сєверного району Оренбурзької області Росії.
Адміністративний центр — село Каменногорське.

## Населення
Населення — 250 осіб (2019; 337 в 2010, 469 у 2002).

## Склад
До складу сільської ради входять:
| Населений пункт      | Населення, осіб (2002) | Населення, осіб (2010) |
| -------------------- | ---------------------- | ---------------------- |
| Каменногорське, село | 388                    | 299                    |
| Павловка, присілок   | 81                     | 38                     |